# Elbersdorf (Dürrröhrsdorf-Dittersbach)
Elbersdorf ist ein Ortsteil der Gemeinde Dürrröhrsdorf-Dittersbach, die zum Landkreis Sächsische Schweiz-Osterzgebirge in Sachsen gehört. Der Ort an der Wesenitz, in dessen Nähe die Schöne Höhe liegt, wurde 1412 erstmals als „Elbistorff“ erwähnt. Im Jahre 1969 erfolgte die Eingemeindung nach Porschendorf.

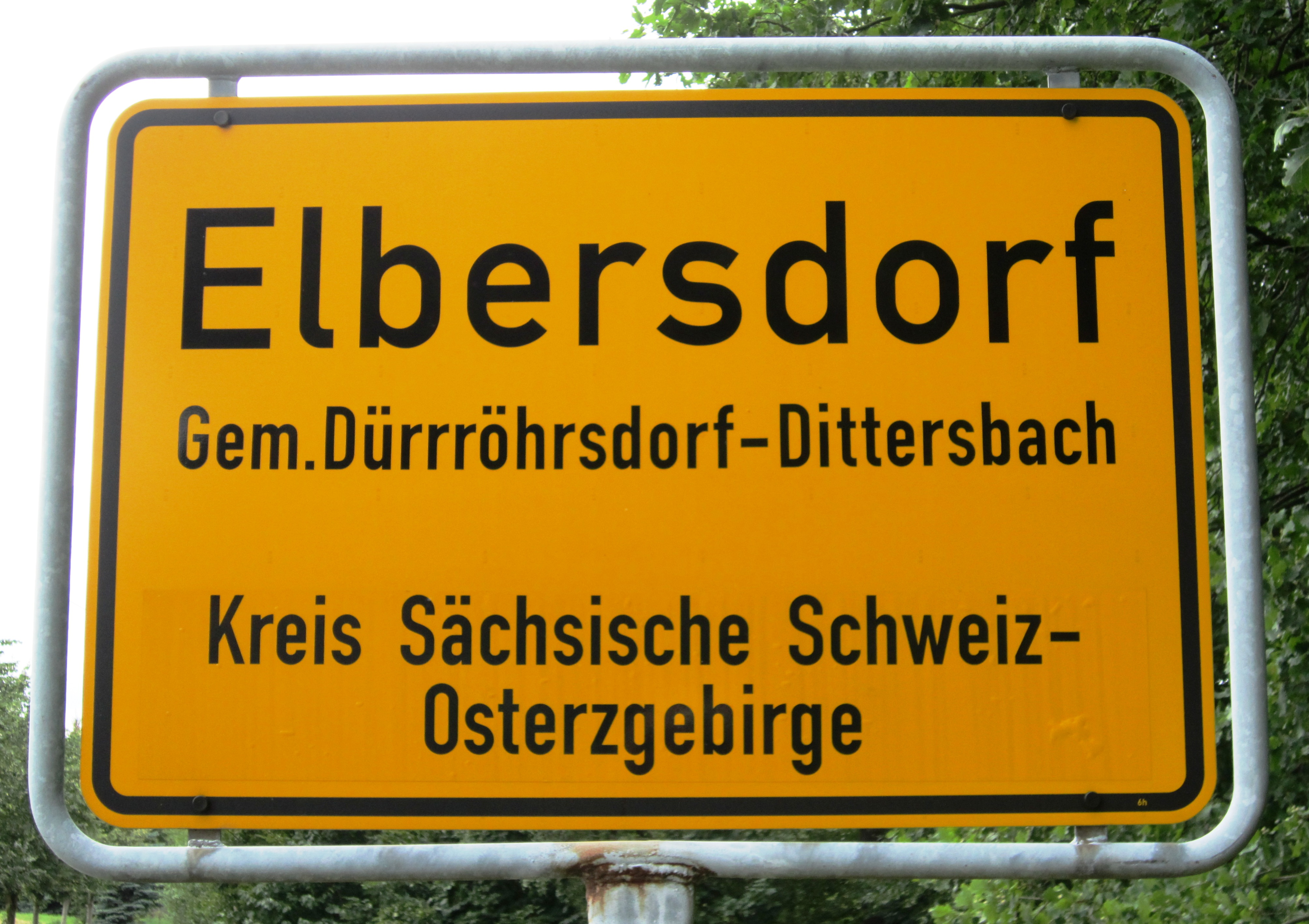
Ortseingangsschild
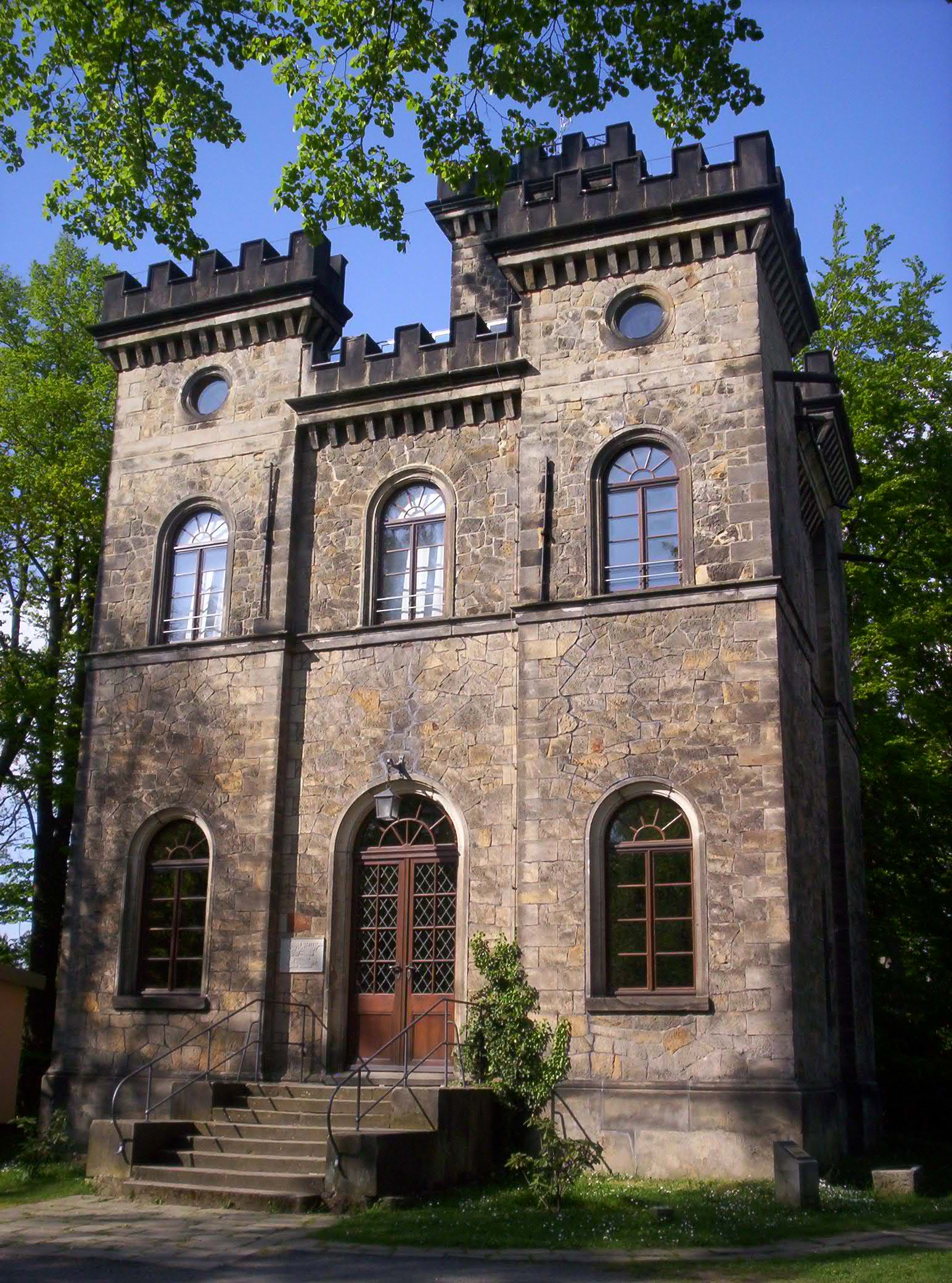
Belvedere Schöne Höhe